# Elferspitze (Stubaier Alpen)
Die Elferspitze ist ein Berg in den Stubaier Alpen in Österreich und gehört zum Habichtkamm, der nahe den Feuersteinen vom Alpenhauptkamm abzweigt und in nordöstlicher Richtung bis zu ihr verläuft.
Ihr Gipfelkreuz steht beim Östlichen Elferturm (in Wanderkarte und -führer von Kompass: „Nördlicher Elferturm“, Wegweiser vor Ort „Elferspitze“) auf 2499 m ü. A., der eigentliche Hauptgipfel ist jedoch 2505 Meter hoch und wird auch als Elferkofel bezeichnet (in der AV-Karte „Elferspitze“).
Von Neustift im Stubaital aus ist der Elfer – eher eine Bezeichnung für das Areal – bis in eine Höhe von 1790 m mit einer Seilbahn erschlossen: ab 1964 mit einem Einsersessellift der Firma Felix Wopfner, ab 1987 mit einem Doppelsessellift von der Firma Leitner und seit 2004 mit einer 8er-Gondelbahn ebenfalls von Leitner. Im Winter führt ein Schlepplift bis zur Elferhütte (2004 m). Im Jahr 2017 wurde überlegt, die 4er-Sesselbahn Panoramabahn der Patscherkofelbahn am Elfer aufzubauen; mangels Finanzierung und Genehmigung scheiterte das Projekt und die Bahn fährt stattdessen auf der gegenüberliegenden Talseite in der Schlick 2000.
Von der Elferhütte aus wird die Elferspitze auch zumeist bestiegen. Andere Wege führen von der Innsbrucker Hütte oder aus dem Pinnistal zum Gipfel. Es gibt auch zwei Klettersteige, die sich auch kombinieren lassen: Den Elferkofel-Steig (Klettersteig, Schwierigkeit C), der in mehrfachem Auf und Ab den Elferkofel überschreitet, und den „Elfer Nordwand-Klettersteig“ auf den Westlichen  Elferturm (2495 m) (Klettersteig, Schwierigkeit C/D, Var. D/E).
Südwestlich des Berges erhebt sich die 2562 m hohe Zwölferspitze, die mit der Elferspitze durch den Übergang Zwölfernieder verbunden ist.

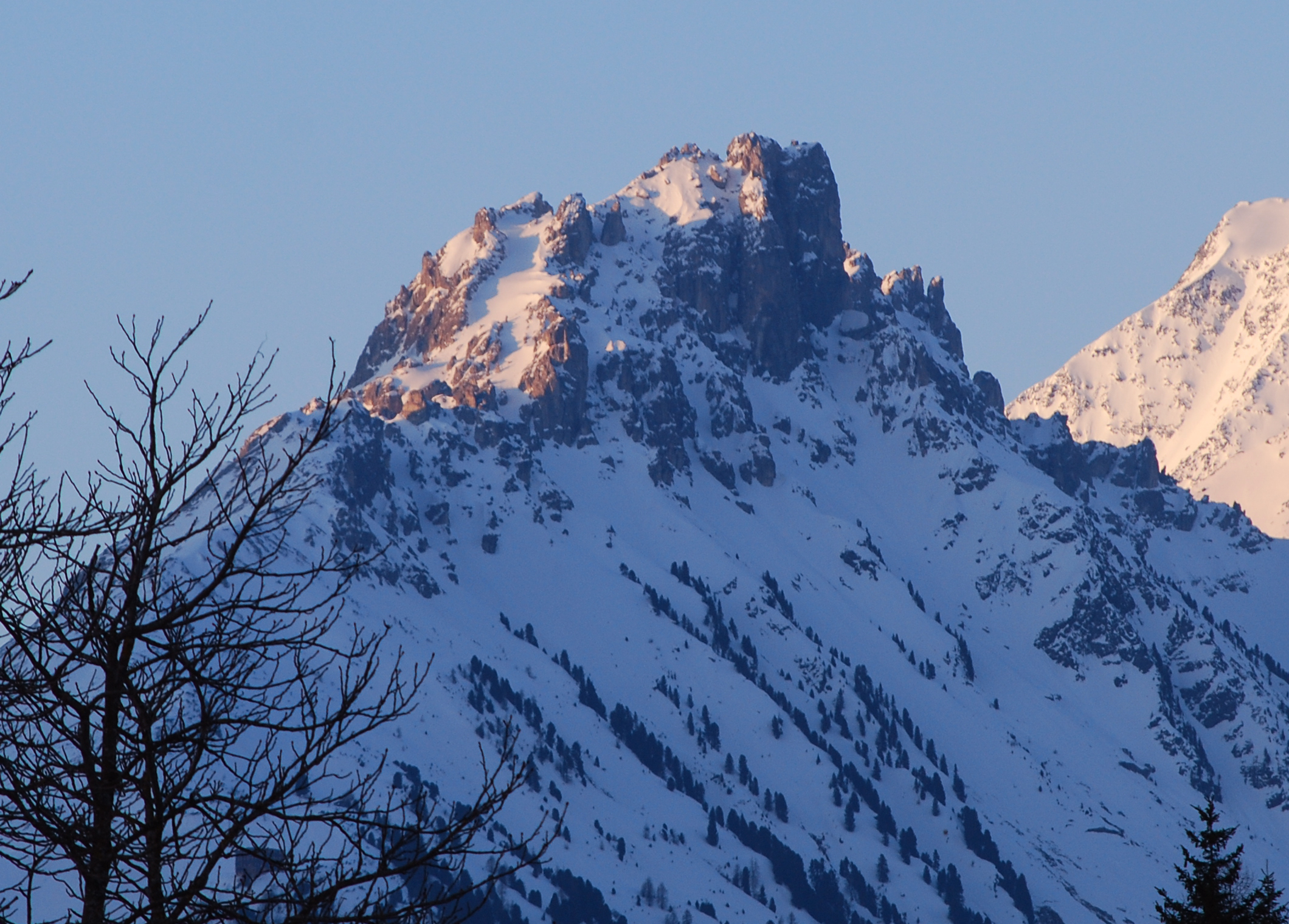
Elferspitze von Nordwesten
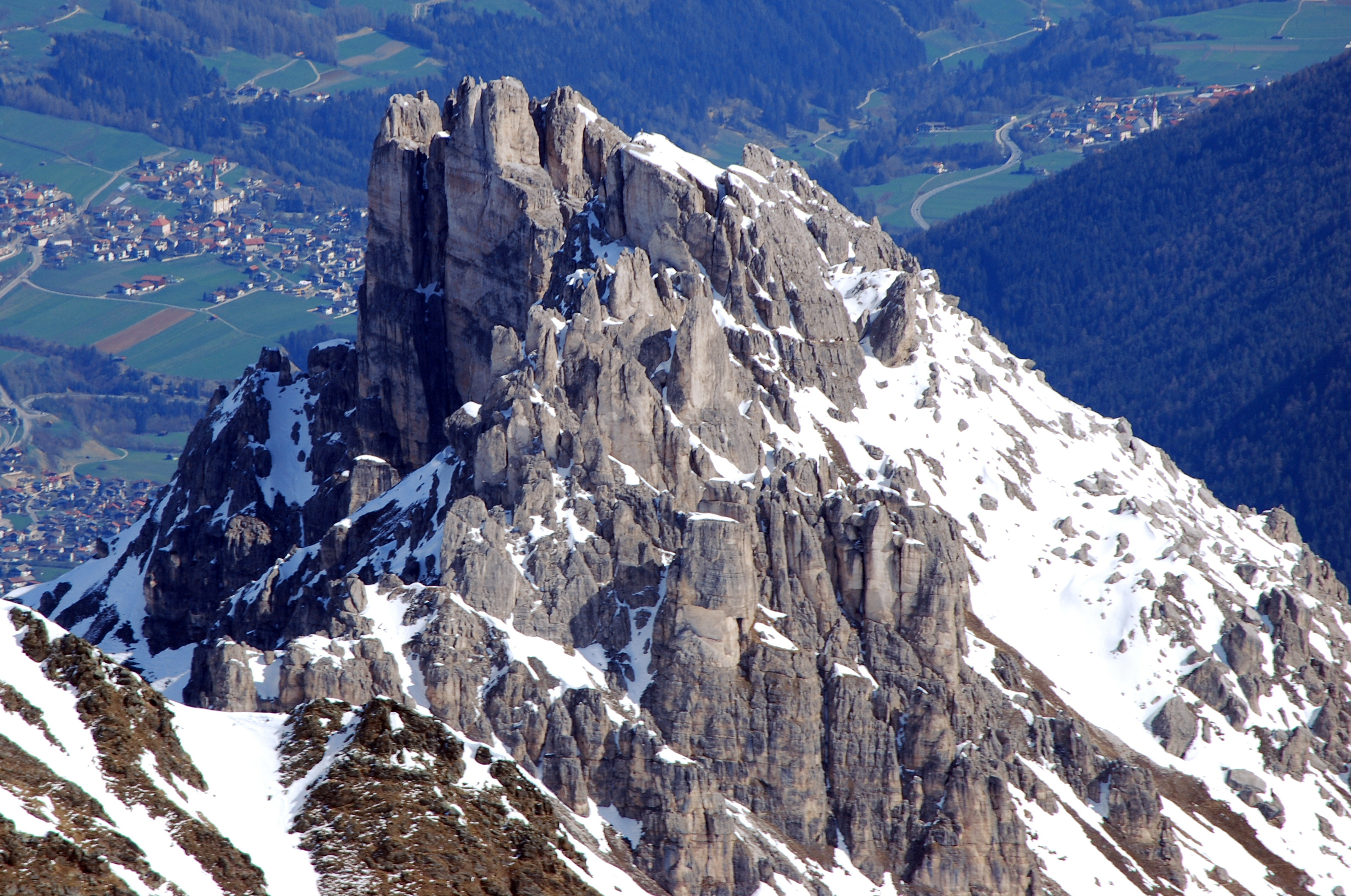
Elferspitze vom Habicht (von Süden) aus gesehen
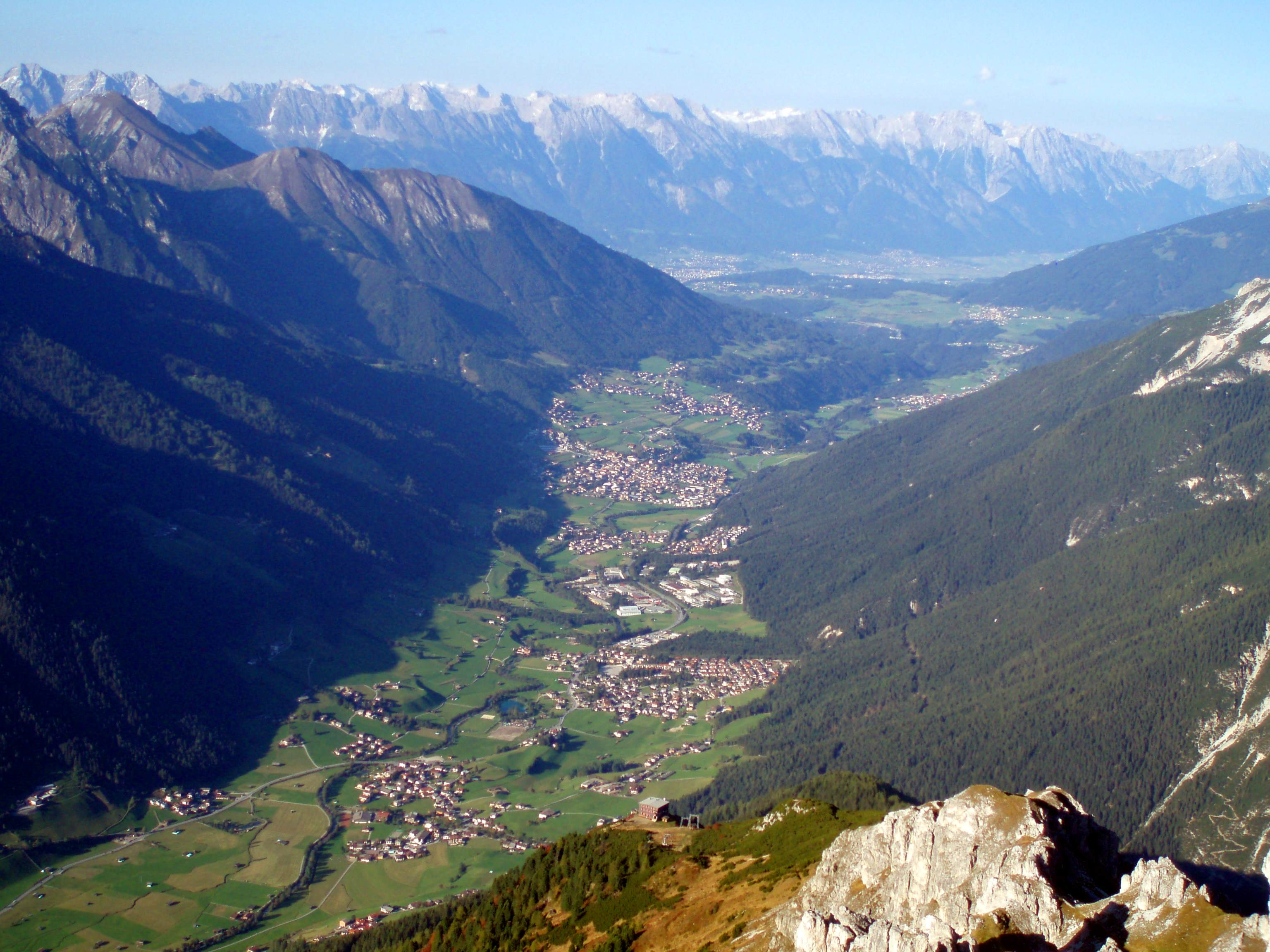
Blick von der Elferspitze ins untere Stubaital
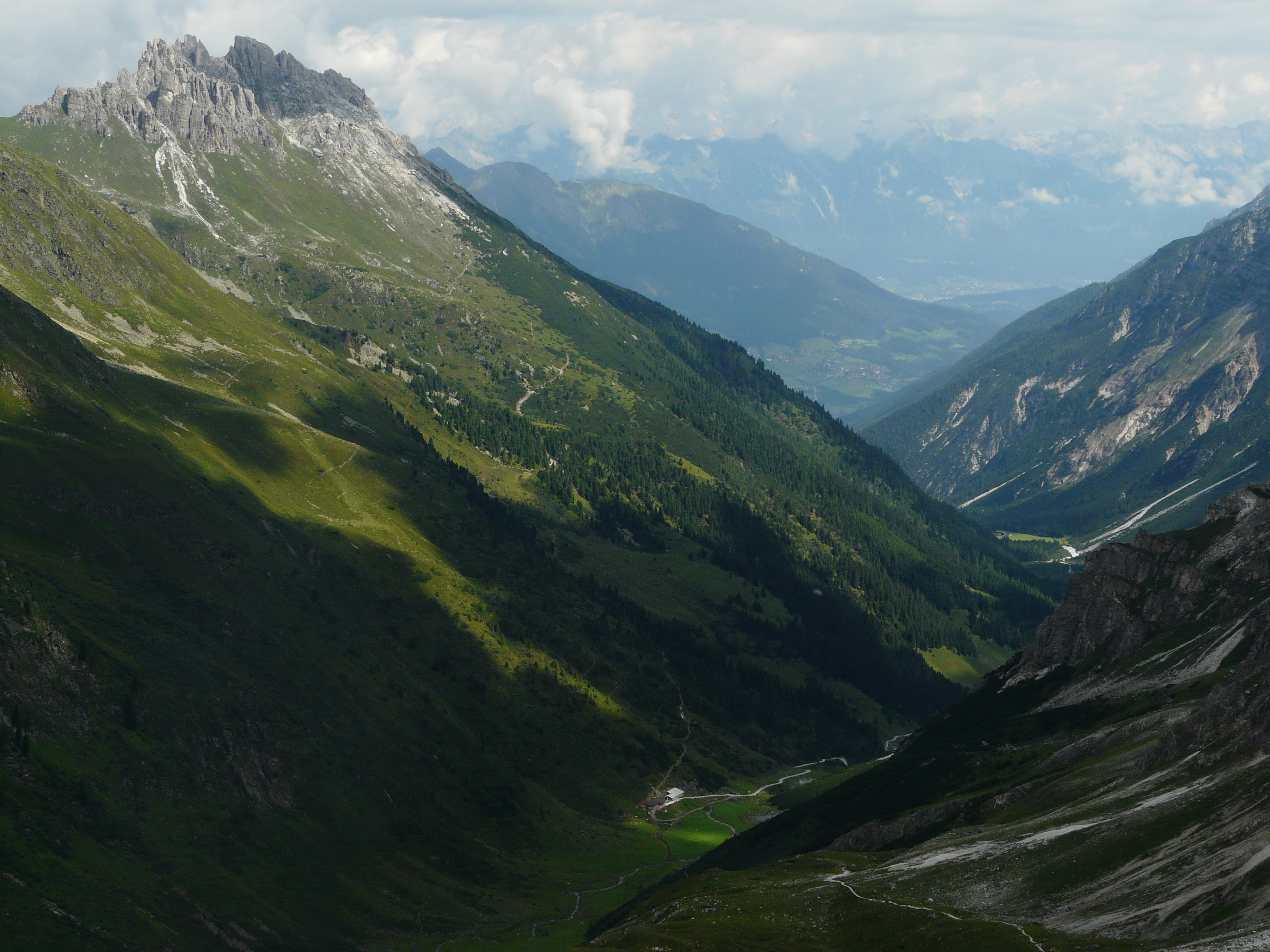
Blick vom Pinnisjoch: Elferspitze mit Pinnistal